# カラチャル (オゴデイ家)
カラチャル（モンゴル語: Qaračar、中国語: 哈剌察児、生没年不詳）は、チンギス・カンの子のオゴデイの息子で、モンゴル帝国の皇族。『元史』などの漢文史料では哈剌察児、『集史』などのペルシア語史料ではقراچارQarāchārと記される。

## 概要
カラチャルの事跡については史書にほとんど記載がなく、『集史』「オゴデイ・カアン紀」にはトタク（توظاق Tūṭāq）という息子がいたことが記されているに過ぎない。『集史』「モンケ・カアン紀」にはモンケによる南宋親征の際、トタクがモンケ率いる右翼軍に従軍していたことが記録されている。
一方、『五族譜』にはトタクの他に5人の娘がいた事を記し、バガイ（باغای Bāghāī）とタイルガン（تایلوغان Tāīlūghān）がジョチ・ウルスのバトゥ配下にいるコンギラトのイェス・ブカに、トレ（تورا Tūrā）がチャガタイ家配下ジャライルのイェス・クルに嫁いだと記している。また、『五族譜』はトタクにも2人の娘がおり、モンケカルン（مونککالون Mūnkkālūn）はオイラトのバルス・ブカに、ドルジシュマン（دورجیشمان Dūrjīshmān）はコンギラト部に嫁いだとも記している。
カラチャルの兄のグユク・カンが亡くなり、トルイ家のモンケ・カアンが即位すると、モンケは対立関係にあったオゴデイ家を弾圧し、オゴデイ・ウルスを細分化してオゴデイ家諸王に再分配した。この時カラチャルの息子のトクタ（脱脱）はエミル（葉密立）地方を遊牧地として与えられたと記されている。しかしカラチャル家は早くに途絶えたようで、大元ウルスの統治下で他のオゴデイ系ウルスの頭首が王号を与えられ、独自のウルスを形成したのに対しカラチャル・ウルスの領地や王号については記録が残されていない。

## カラチャル王家
- オゴデイ・カアン(Ögödei Qa'an ＞窩闊台,اوگتاى قاآن/Ūgtāī Qā'ān)
  - カラチャル王(Qaračar ＞哈剌察児/hǎlácháér,قراچار/Qarāchār)
    - トタク大王(Tötaq ＞脱脱/tuōtuō,توظاق/Tūṭāq)